# Camillo Scaramuzza
Pour les articles homonymes, voir Scaramuzza.
Camillo Scaramuzza, né en 1842 à Parme et mort en 1915 à Milan, est un peintre italien, principalement de sujets de genre. Il est également scénographe.

## Biographie
Camillo Scaramuzza est né le 23 mai 1842  à Parme.
Il réside dans sa ville natale. À l'Exposition des Beaux-Arts tenue à Parme de 1870, il expose de nombreuses peintures à l'huile représentant Les Alpes de Vajo (Appennini), et d'autres toiles représentant Un Matin sur l'Apennin, Canale del Naviglio in Parma, Un temporale sul torrente Parma et représentant Avamposti Garibaldini sulla strada di Riva nel du Tyrol. Il est le neveu du peintre Francesco Scaramuzza.